# Seline
Seline – wieś w Chorwacji, w żupanii zadarskiej, w gminie Starigrad. W 2011 roku liczyła 469 mieszkańców.